# NGC 5238-2
NGC 5238-2 (другие обозначения — UGC 8565, KCPG 384B, MCG 9-22-82, MK 1479, ZWG 271.52, VV 828, 1ZW 64, PGC 47853) — спиральная галактика (Sc) в созвездии Гончие Псы.
Этот объект не входит в число перечисленных в оригинальной редакции «Нового общего каталога» и был добавлен позднее.